# Ozarba phaea
Ozarba phaea är en fjärilsart som beskrevs av George Francis Hampson 1902. Ozarba phaea ingår i släktet Ozarba och familjen nattflyn. Inga underarter finns listade i Catalogue of Life.